# Ratto delle Sabine (Giambologna)

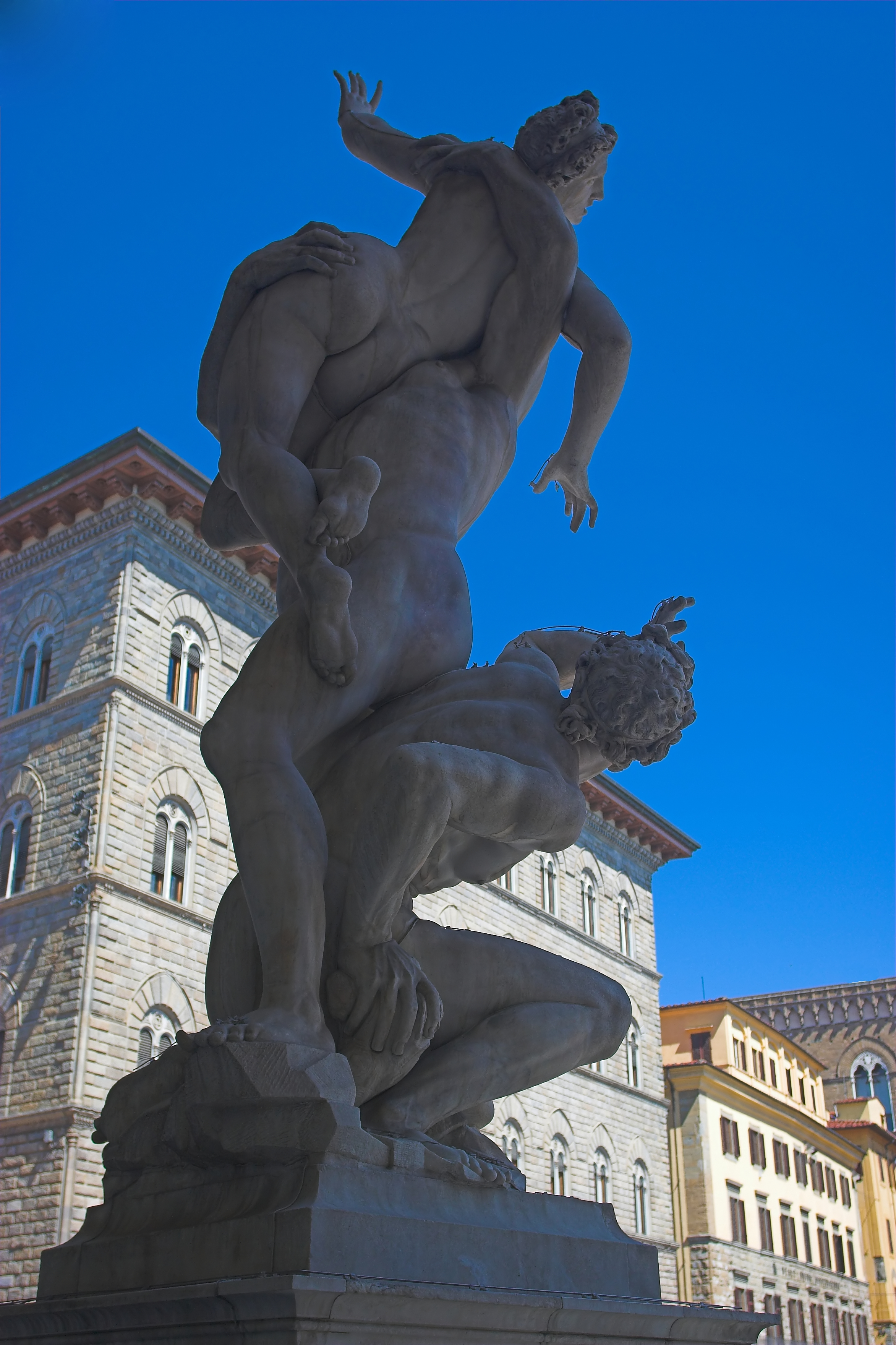
Veduta posteriore

Il cosiddetto Ratto delle Sabine è un gruppo scultoreo opera di Giambologna. Fa parte dell'arredo granducale della loggia dei Lanzi in piazza della Signoria a Firenze.

## Storia e descrizione
Il gruppo è alto 4,10 metri (le dimensioni delle sculture crebbero molto, dopo che Michelangelo ebbe scolpito il David) e rappresenta un giovane che solleva sopra la sua testa una fanciulla, mentre bloccato fra le gambe del giovane un vecchio si dispera; per questo la statua è anche nota come le tre età dell'uomo. Nel basamento è inserita una placca bronzea con una scena del ratto, in cui le diverse possibili combinazioni fra le figure vengono ripetute in diverse dimensioni e con diverse profondità del rilievo.
L'opera, scolpita tra 1574 e 1580, fu inserita nel 1583 nella Loggia della Signoria, nota anche come Loggia dei Lanzi, insieme a numerose altre, tra cui il Perseo con la testa di Medusa di Benvenuto Cellini con l'intento da parte del Granduca di snaturare la funzione originale della Loggia, spazio fondamentale delle funzioni di rappresentanza del governo repubblicano, facendone invece un museo all'aperto. In quella posizione era stata inizialmente collocata la Giuditta in bronzo di Donatello che venne scalzata dalla moderna scultura del maestro. Il significato simbolico e la storia della statua donatelliana (la giovane ebrea che decapita il tiranno, sorta di David al femminile, era stata sequestrata dal Comune proprio alla famiglia Medici nel corso di una delle tante cacciate che questi subirono) oltre alle sue ridotte dimensioni, ulteriormente accentuate dall'immensa arcata a tutto sesto sotto cui si veniva a trovare, ne determinarono lo spostamento sull'Arengo di Palazzo Vecchio e la sostituzione con questa scultura di ben altra mole.
L'autore dell'imponente scultura, tra i capolavori del manierismo è il Giambologna, il quale, in qualità di scultore ufficiale della Famiglia Medici, ricevette la commissione. Giambologna realizzò l'opera in competizione tecnica con gli scultori della classicità (di cui si credeva a torto che fossero riusciti a scolpire grandi figure in blocchi unici di marmo). Giambologna realizzò un vero e proprio tour de force tecnico riuscendo a cavare la statua da un sol blocco di marmo, dandole inoltre un andamento estremamente variato, grandi masse e vuoti distribuiti in modo irregolare, ma soprattutto creò la prima statua con punti di vista multipli, invitando lo spettatore a crearsi un percorso a spirale per osservare l'opera da tutte le molteplici angolazioni significative.
Nella Galleria dell'Accademia è conservato il modello originale in "terra cruda". La statua, esposta agli agenti naturali e ai vandali (pochi anni or sono una comitiva di ubriachi la scalò per mettere una bottiglia vuota in mano alla giovinetta, causando notevoli danni) è andata incontro a deterioramento da smog e cancro del marmo, che hanno reso necessario un ciclo di restauri.
La statua è stata quindi sottoposta a restauro nel 2001 e da allora le sue condizioni di conservazione sono state monitorate. Nel 2007 ci si è accorti della risposta non pienamente soddisfacente del marmo rispetto agli agenti atmosferici, nonostante una sostanza protettiva applicata alla statua. Nel 2008 è terminato un ciclo di studi che, secondo il parere quasi unanime dei tecnici potrebbe portare alla musealizzazione dell'opera, il che lascerebbe un grave vuoto nella scenografia di piazza della Signoria; i tecnici sono però riluttanti a provvedere semplicemente alla sostituzione con una copia poiché ciò potrebbe portare in breve allo spopolamento del museo all'aperto della piazza, con la creazione di una sorta di museo virtuale in cui tutte le statue sarebbero sostituite da anodine copie. Lo spostamento, che viene dato per inevitabile, dovrebbe portare l'opera nella Galleria dell'Accademia (quindi insieme o al posto del modello originale in "terra cruda") o a Palazzo Vecchio.

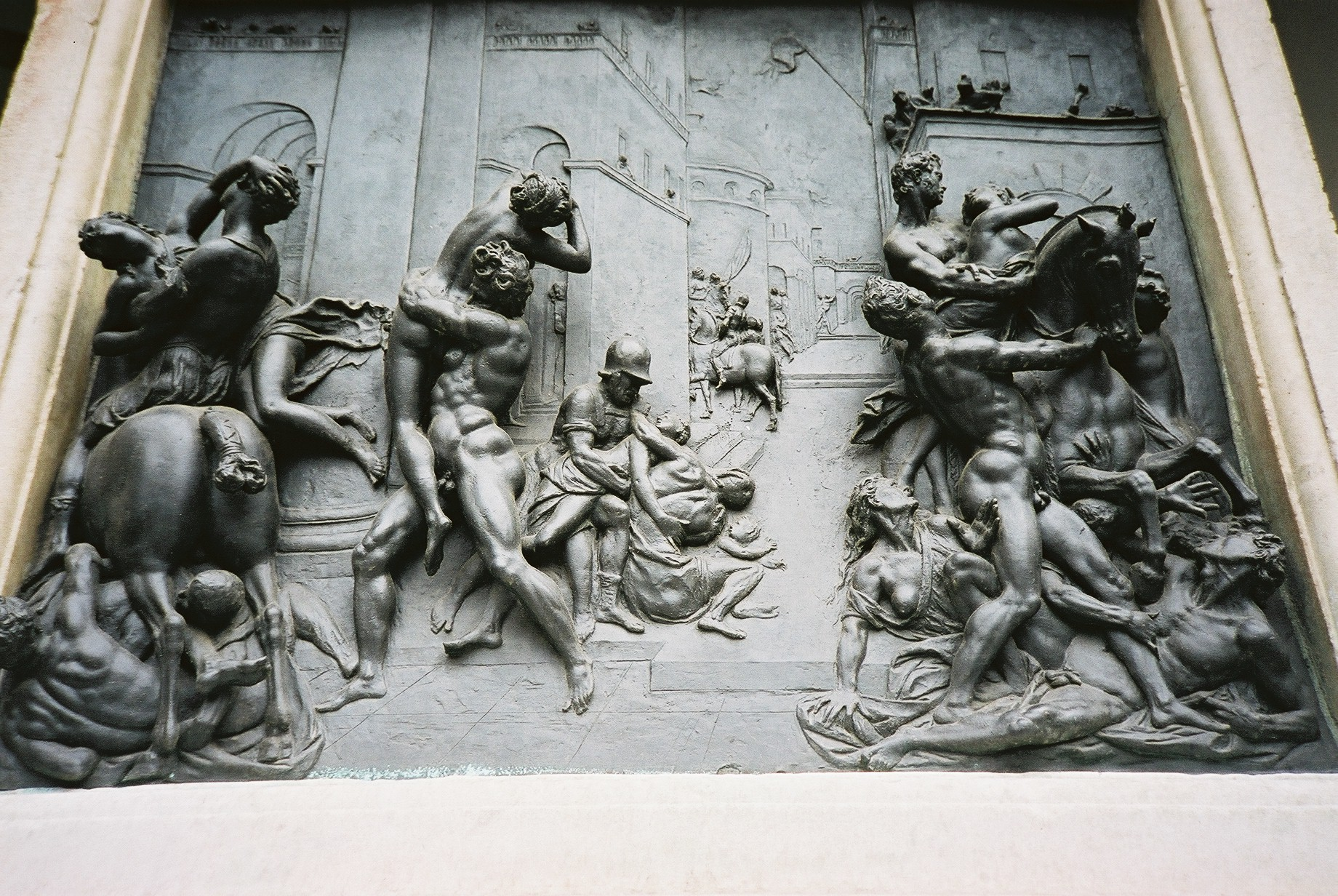
Bassorilievo bronzeo nel piedistallo della statua
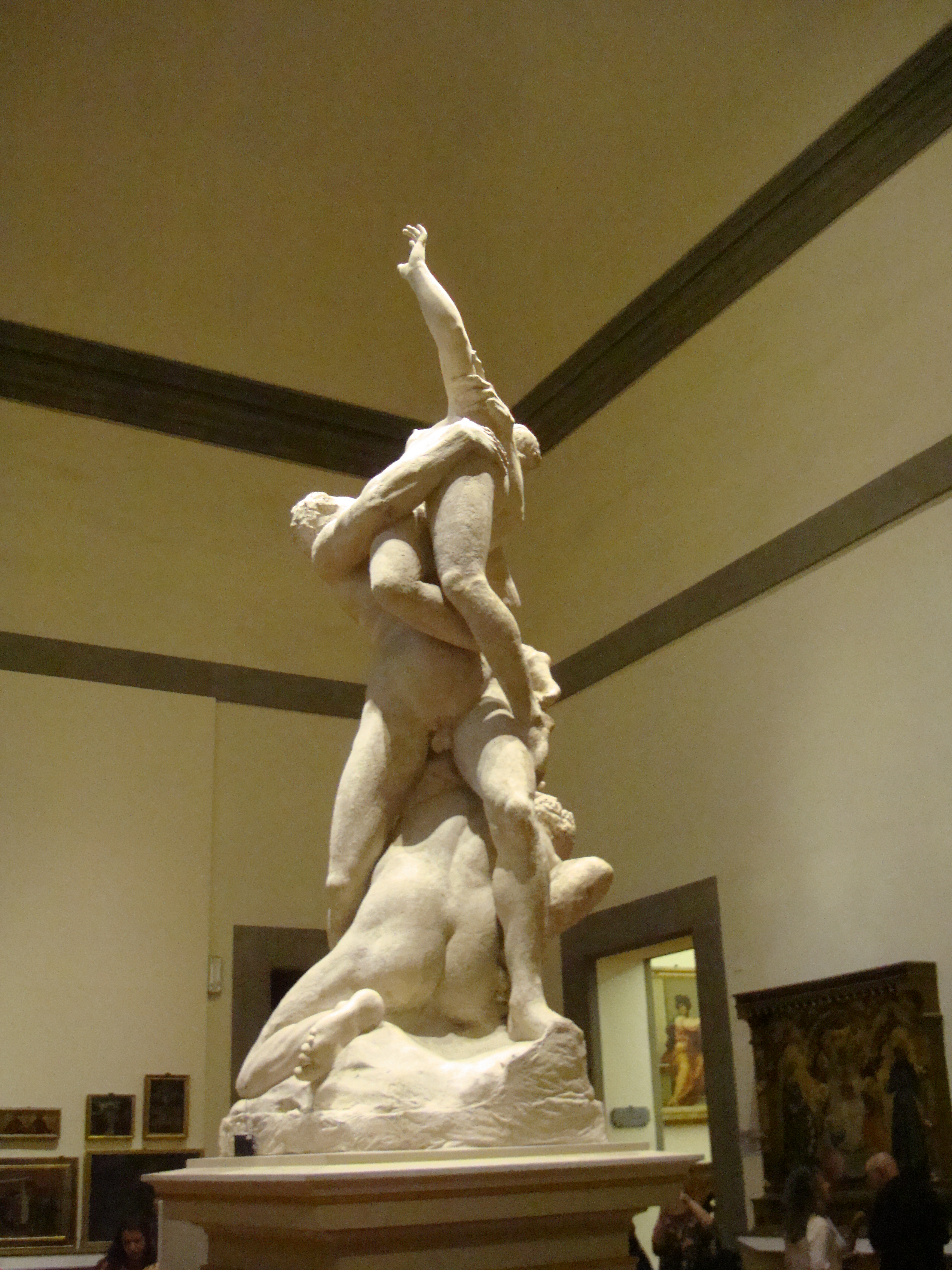
Il modello in "terra cruda" alla Galleria dell'Accademia